# Габбасов, Араб Махич
Араб Махич Габбасов (12 декабря 1903, Абайский район Абайской области — 10 января 2002, Алма-Ата) — советский и казахстанский растениевод, доктор сельскохозяйственных наук (1945), профессор (1954), член-корреспондент Академии наук Казахской ССР (1946), Заслуженный деятель науки Казахской ССР (1961).
Племянник Халела Габбасова.

## Биография
Рано потерял родителей.
Учился в Покровском училище. В 1930 году окончил Московскую сельскохозяйственную академию; в 1932—1941 годах на педагогической работе.
С 1941 в системе Академии наук Казахской ССР: старший научный сотрудник (1941—1946), директор Института пустынь (1946—1950), заведующий отделом генетики и селекции растений Института ботаники АН КазССР (1951—1977).
Изучал вопросы селекции и генетики кукурузы и риса, агротехники этих культур в условиях пустынь, разработал мероприятия по рациональному использованию естественных кормовых угодий; создал коллекции гибридов пшеницы и ржи (тритикале).

## Награды
- Почётные грамоты Верховного Совета КазССР, президиума АН СССР и АН КазССР
- Медаль «За трудовое отличие»
- Медаль «За доблестный труд»

## Сочинения
- Освоение глинистой пустыни Центрального Казахстана при помощи богарного растениеводства. — Алма-Ата, 1947.
- Селекционно-генетические исследования в Казахстане. — Алма-Ата, 1959.
- Генетические аспекты формообразования кукурузы и пшеницы. — Алма-Ата, 1983.